# Unterseeboot 614
L'Unterseeboot 614 ou U-614 est un sous-marin allemand (U-Boot) de type VIIC utilisé par la Kriegsmarine pendant la Seconde Guerre mondiale.
Le sous-marin fut commandé le 15 août 1940 à Hambourg (Blohm & Voss), sa quille fut posée le 6 mai 1941, il fut lancé le 29 janvier 1942 et mis en service le 19 mars 1942, sous le commandement de l'Oberleutnant zur See Wolfgang Sträter.
Il fut coulé dans l'Atlantique Nord par des charges de profondeurs de l'aviation britannique, en juillet 1943.

## Conception
Unterseeboot type VII, l'U-614 avait un déplacement de 769 tonnes en surface et 871 tonnes en plongée. Il avait une longueur totale de 67,10 m, un maître-bau de 6,20 m, une hauteur de 9,60 m et un tirant d'eau de 4,74 m. Le sous-marin était propulsé par deux hélices de 1,23 m, deux moteurs diesel Germaniawerft M6V 40/46 de 6 cylindres en ligne de 1 400 cv à 470 tr/min, produisant un total de 2 060 à 2 350 kW en surface et de deux moteurs électriques BBC GG UB 720/8 de 375 cv à 295 tr/min, produisant un total 550 kW, en plongée. Le sous-marin avait une vitesse en surface de 17,7 nœuds (32,8 km/h) et une vitesse de 7,6 nœuds (14,1 km/h) en plongée. Immergé, il avait un rayon d'action de 80 milles marins (150 km) à 4 nœuds (7,4 km/h; 4,6 milles par heure) et pouvait atteindre une profondeur de 230 m. En surface son rayon d'action était de 8 500 milles nautiques (soit 15 700 km) à 10 nœuds (19 km/h).
L'U-614 était équipé de cinq tubes lance-torpilles de 53,3 cm (quatre montés à l'avant et un à l'arrière) qui contenait quatorze torpilles. Il était équipé d'un canon de 8,8 cm SK C/35 (220 coups) et d'un canon antiaérien de 20 mm Flak. Il pouvait transporter 26 mines TMA ou 39 mines TMB. Son équipage comprenait 4 officiers et 40 à 56 sous-mariniers.

## Historique
Il suit son entraînement de base auprès de la 8. Unterseebootsflottille jusqu'au 31 janvier 1943, puis intègre sa formation de combat dans la 6. Unterseebootsflottille.
Le sous-marin quitte Kiel le 8 janvier 1943 pour l'Atlantique Nord. Il navigue entre l'Islande et les îles Féroé (zone GIUK).
Le 7 février 1943 à 4 h 11 du matin, l'U-614 coule un navire marchand britannique du convoi SC-118.
Le convoi lent SC-118 naviguant du Cap Breton (Canada) vers la Grande-Bretagne est attaqué par les U-Boote dans l'Atlantique Nord à partir du 4 février. Ce fut l'une des plus dures batailles de convois dans l'Atlantique nord. Les pertes furent lourdes de part et d'autre avec douze navires marchands perdus pour trois U-Boote coulés et cinq autres endommagés.
Deux jours plus tard, il est attaqué par un B-17 britannique du 206 Sqn, à l'ouest de l'Écosse. Cette attaque l'endommage et affecte sa capacité de plongée, ce qui l'oblige à retourner à Saint-Nazaire.
Entre avril et mai 1943, il navigue au large de Terre-Neuve, sans succès.
L'U-614 coule le 29 juillet 1943 dans l'Atlantique Nord au nord-ouest du cap Ortegal à la position 46° 42′ N, 11° 03′ O, touché par des charges de profondeur d'un bombardier Wellington de la 172e escadron de la RAF.
Les 49 membres d'équipage meurent dans cette attaque.

## Affectations
- 8. Unterseebootsflottille du 19 mars 1942 au 31 janvier 1943 (Période de formation).
- 6. Unterseebootsflottille du 1er février 1943 au 29 juillet 1943 (Unité combattante).

## Commandement
- Kapitänleutnant Wolfgang Sträter du 19 mars 1942 au 29 juillet 1943.

## Patrouilles
|       | Commandant              | Départ          | Départ      | Arrivée         | Arrivée     | Jours    | Succès  |
| ----- | ----------------------- | --------------- | ----------- | --------------- | ----------- | -------- | ------- |
| 1     | Kptlt. Wolfgang Sträter | 9 janvier 1943  | Kiel        | 26 février 1943 | St. Nazaire | 49 jours | 5 730   |
| 2     | Kptlt. Wolfgang Sträter | 12 avril 1943   | St. Nazaire | 24 mai 1943     | St. Nazaire | 43 jours |         |
| 3     | Kptlt. Wolfgang Sträter | 25 juillet 1943 | St. Nazaire | 29 juillet 1943 | Coulé       | 5 jours  |         |
| Total | Total                   | Total           | Total       | Total           | Total       | 97 jours | 5 730 t |

Note : Kptlt. = Kapitänleutnant

### Opérations Wolfpack
L'U-614 opéra avec les Rudeltaktik (meute de loups) durant sa carrière opérationnelle.
- Landsknecht (19-28 janvier 1943)
- Sans nom (15-18 avril 1943)
- Specht (19 avril – 4 mai 1943)
- Fink (4-6 mai 1943)
- Elbe (7-10 mai 1943)
- Elbe 1 (10-14 mai 1943)

## Navire(s) coulé(s)
L'U-614 coula 1 navires marchands de 5 730 tonneaux au cours des 3 patrouilles (97 jours en mer) qu'il effectua.
| Date           | Nom     | Nationalité | Tonnage | Convoi | Fait  | Localisation         |
| -------------- | ------- | ----------- | ------- | ------ | ----- | -------------------- |
| 7 février 1943 | Harmala | Royaume-Uni | 5 730   | SC-118 | Coulé | 55° 14′ N, 26° 37′ O |